# Françoise de Boussu
Pour les articles homonymes, voir Boussu (homonymie).

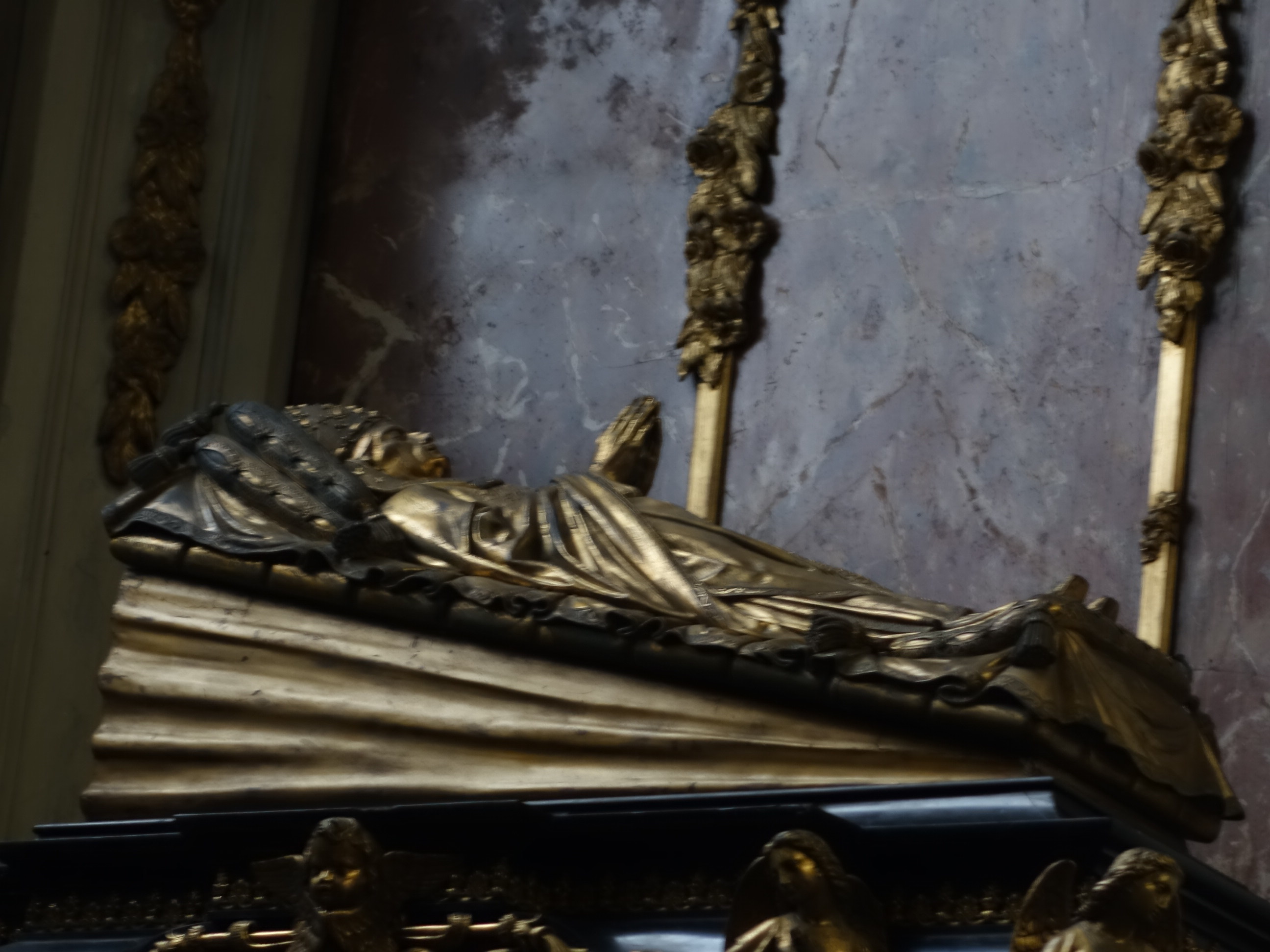
Châsse de saint Boniface

Françoise d'Alsace-Boussu, est une religieuse cistercienne qui fut la 36e abbesse de l'abbaye de la Cambre.

## Famille
Elle était la fille de Maximilien II d'Hénin-Liétard, 5e comte de Boussu, marquis de la Vère, baron de Liedekerke et de Denderleeuw, vicomte de Lombeek, chevalier de la Toison d'Or et de sa deuxième épouse Alexandrine-
Françoise de Gavre, son père Jean-Charles de Gavre fut Comte de Fresin. Ses tantes Marie de Gavre fut noble Chanoinesse de Saint-Waudru et Anna-Michele de Gavre fut Chanoinesse à Nivelles. Son Frère Philippe-Antoine de Henin d'Alcase de Boussu fut Prince de Chimay, son petit fils fut le Cardinal d'Alcase.

## Historique
« Au-dessus de l’autel de l'église de l'abbaye de la Cambre, la châsse de saint Boniface est exécutée vers 1660 sur ordre de l’abbesse Françoise de Boussu (1668-1683); elle contient les reliques de saint Boniface mort en 1261. Elle a été transférée à l’église Notre-Dame de la Chapelle en 1860 et ramenée à la Cambre en 1934 après les travaux de restauration. »